# Konjaku gazu zoku hyakki
Konjaku gazu zoku hyakki (今昔画図続百鬼? lett. "Cento demoni del presente e del passato illustrati") è il secondo libro dell'artista giapponese Toriyama Sekien della celebre serie Gazu hyakki yagyō pubblicata nel 1779. Questi album sono dei bestiari soprannaturali, che comprendono fantasmi, spiriti, apparizioni e mostri, di cui molti provengono dalla letteratura, dal folclore e da altre arti giapponesi. Queste immagini hanno esercitato una grande influenza sull'immaginario collettivo degli yōkai in Giappone.

## Lista di creature

### Primo volume
Il primo volume (雨) contiene le seguenti creature:

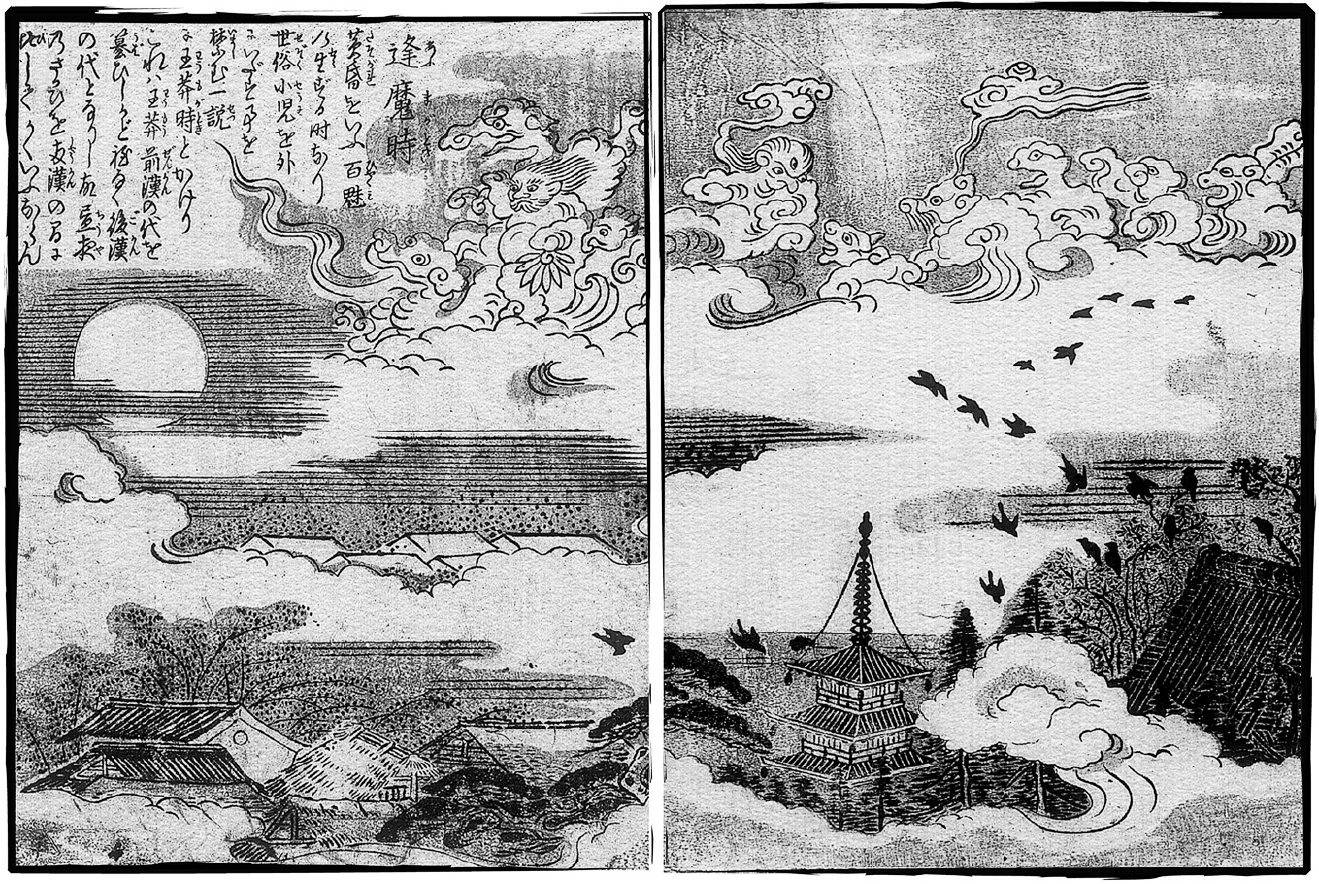
Ōmagatoki (逢魔時?)
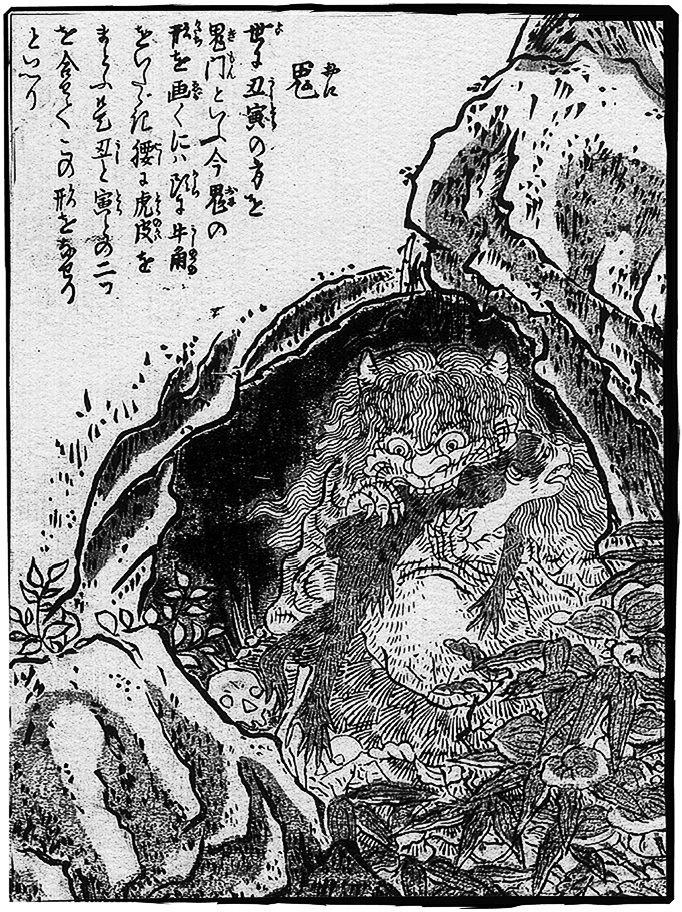
Oni (鬼?)
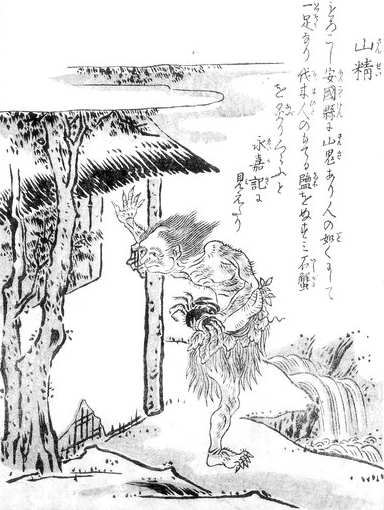
Sansei (山精?)
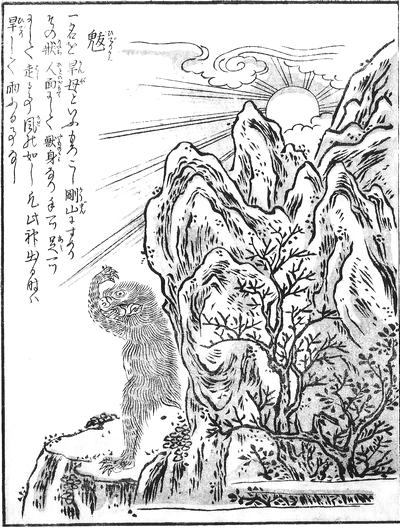
Hiderigami (魃?)
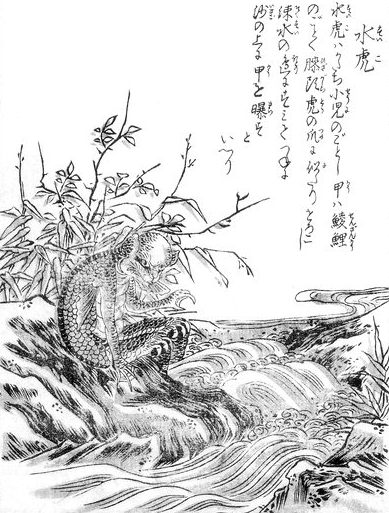
Suiko (水虎? tigre acquatica)
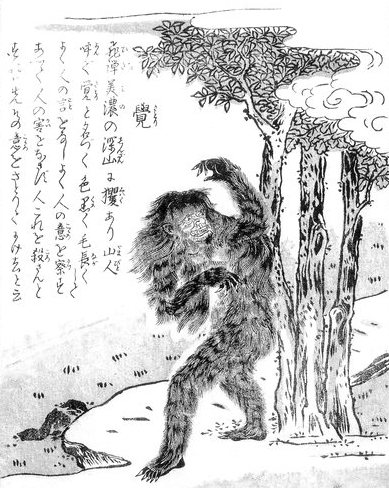
Satori (覚?)
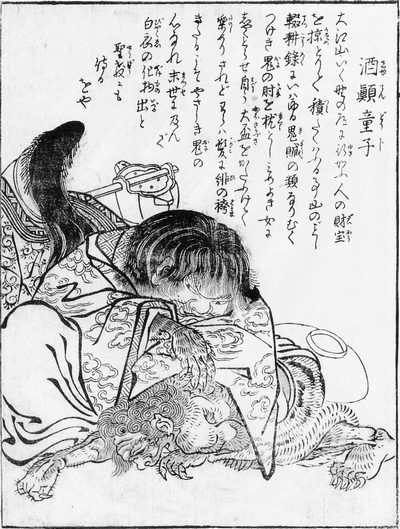
Shuten-dōji (酒顛童子?)
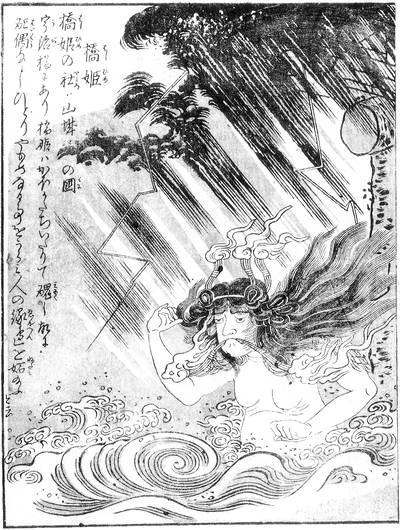
Hashihime (橋姫?)
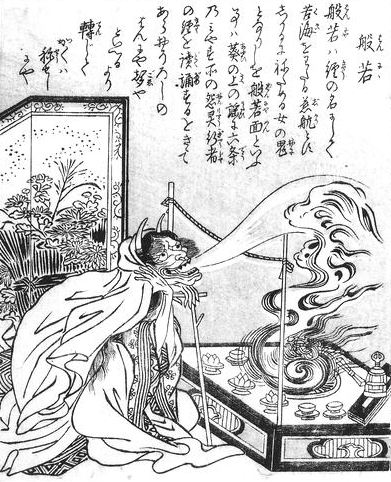
Hannya (般若?)
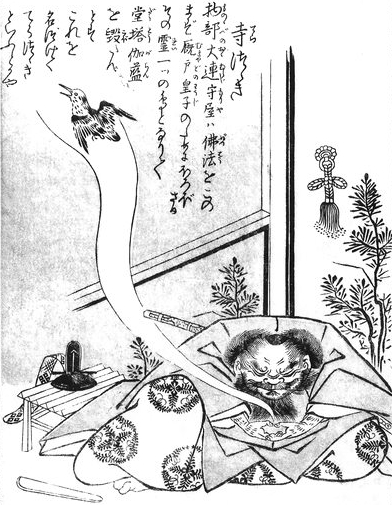
Teratsutsuki (寺つつき?)
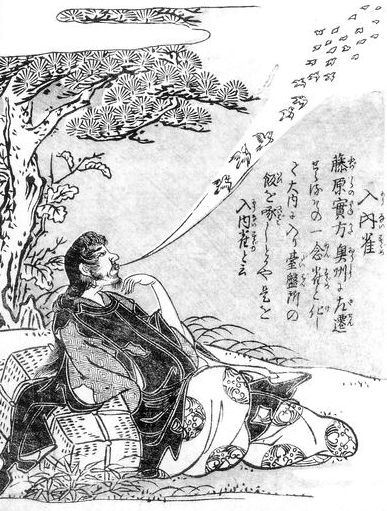
Nyūnaisuzume (入内雀?)
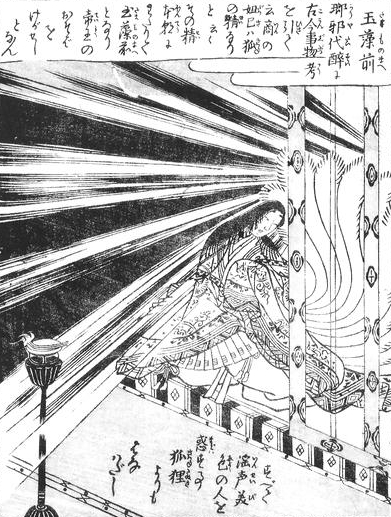
Tamamo-no-Mae (玉藻前?)
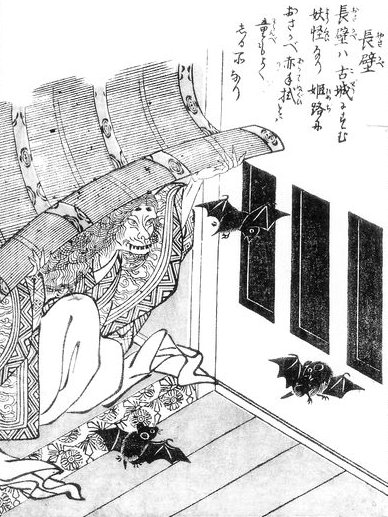
Osakabe (長壁?)
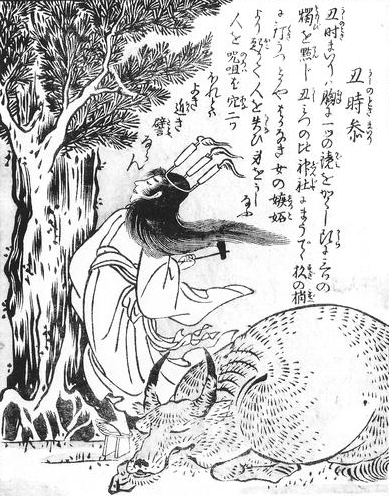
Ushi-no-tokimairi (丑時参?)

### Secondo volume
Il secondo volume (晦) contiene le seguenti creature:

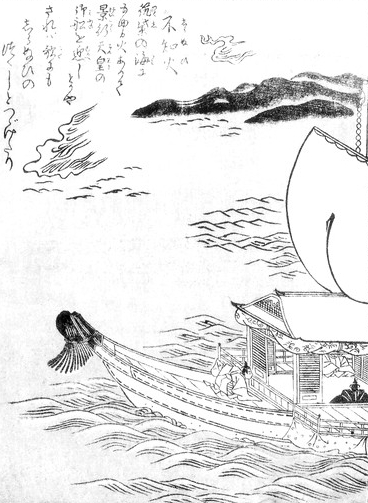
Shiranui (不知火?)
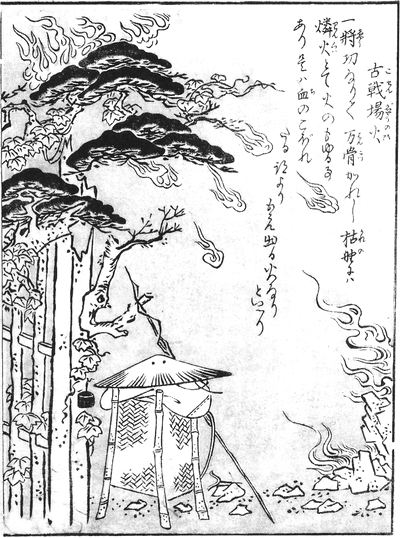
Kosenjōbi (古戦場火?)
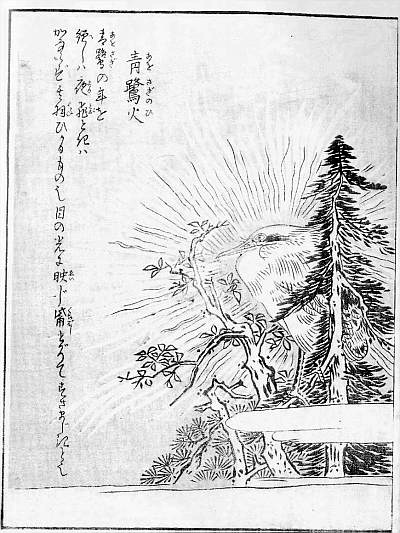
Aosagibi (青鷺火?)
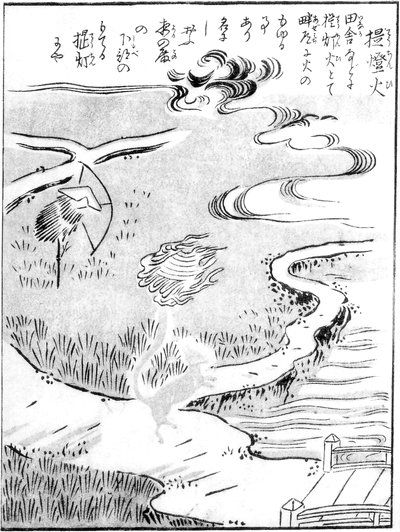
Chōchinbi (提灯火?)
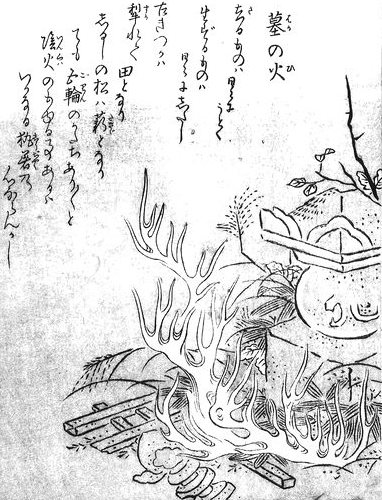
Hakanohi (墓の火?)
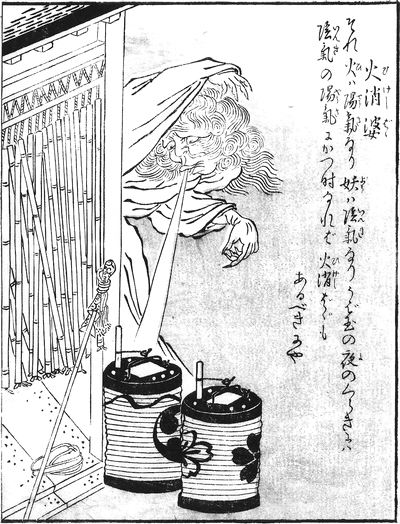
Hikeshibaba (火消婆?)
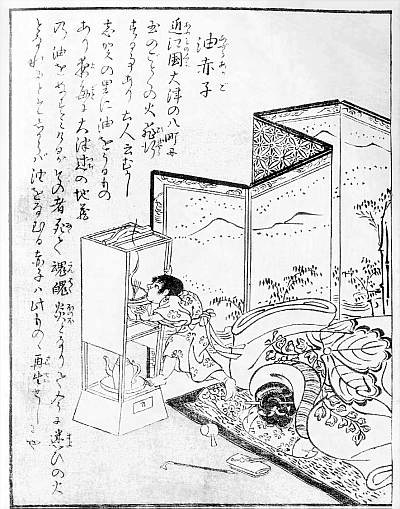
Abura-akago (油赤子?)
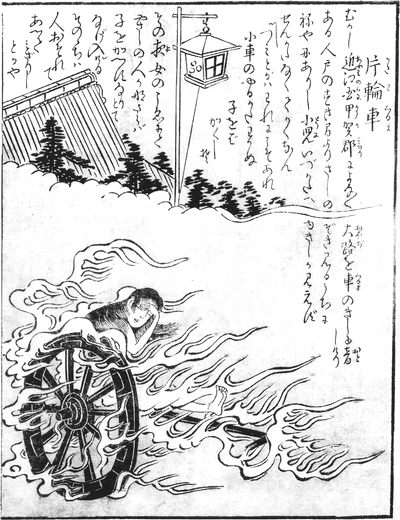
Katawaguruma (片輪車?)
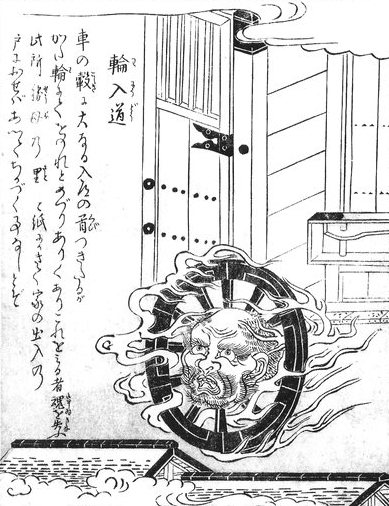
Wanyūdō (輪入道?)
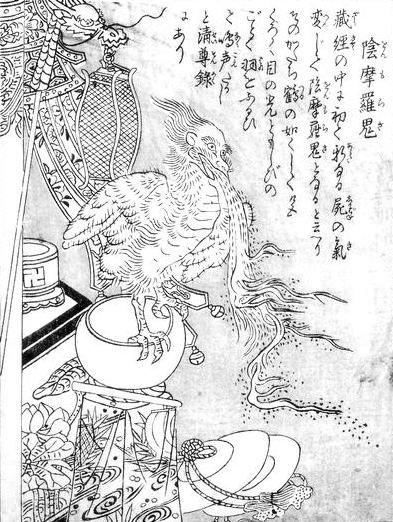
Onmoraki (陰摩羅鬼?)
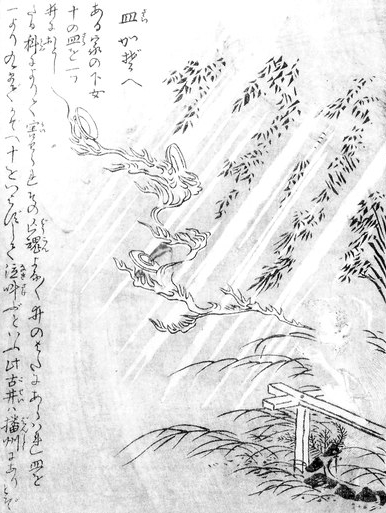
Sarakazoe (皿数え?)
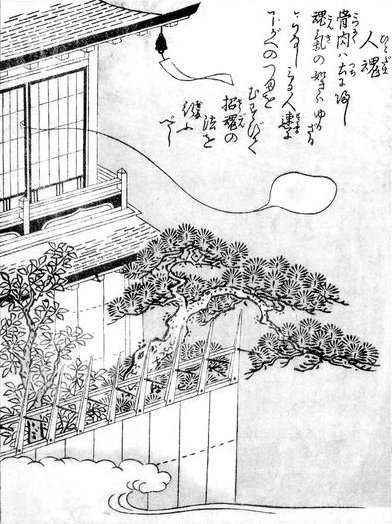
Hitodama (人魂?)
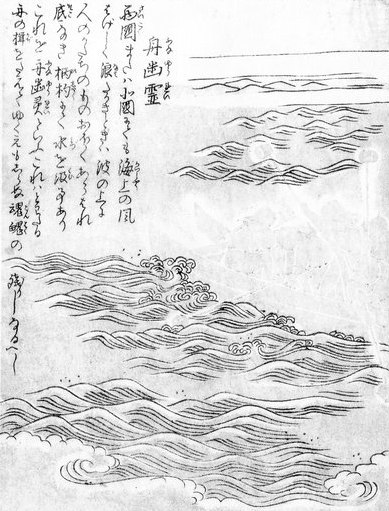
Funayūrei (船幽霊?)
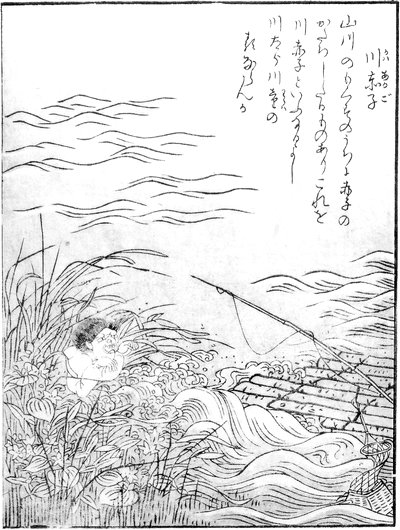
Kawaakago (川赤子?)
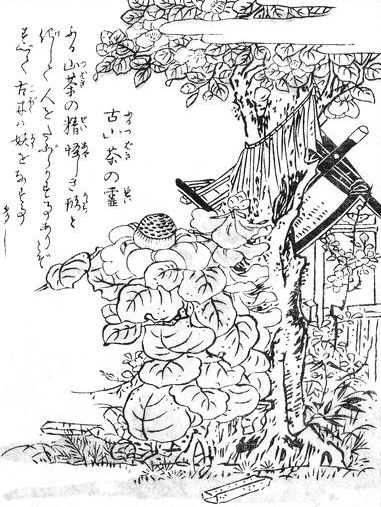
Furutsubaki-no-rei (古山茶の霊?)
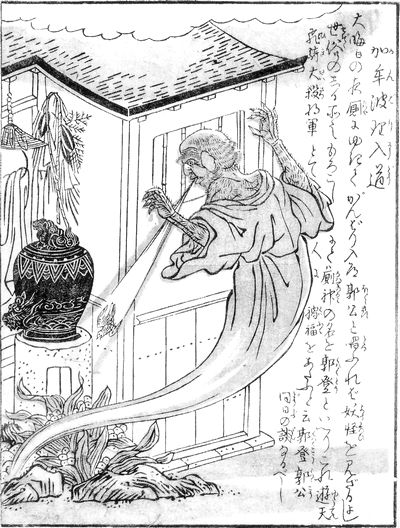
Kambarinyōdō (加牟波理入道?)
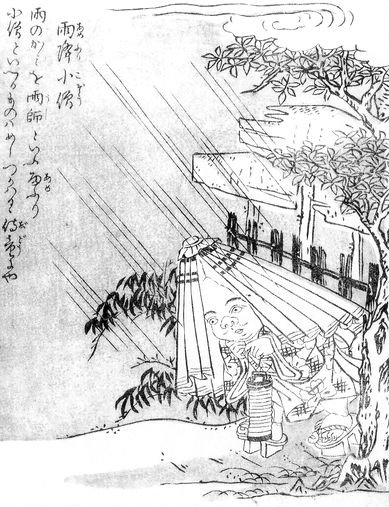
Amefurikozō (雨降小僧?)
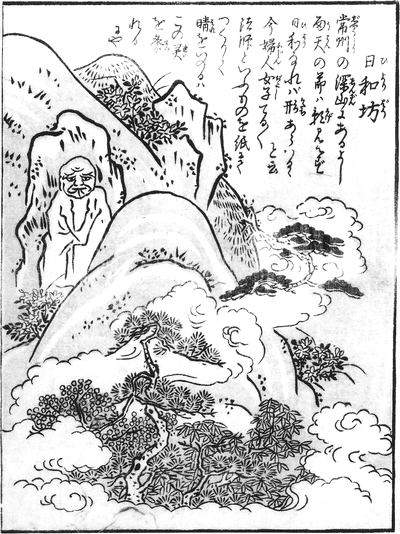
Hiyoribō (日和坊?)
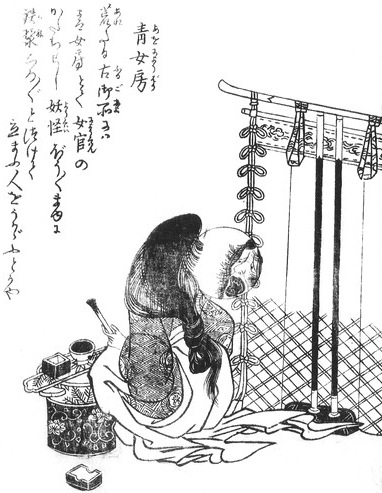
Aonyōbō (青女房?)
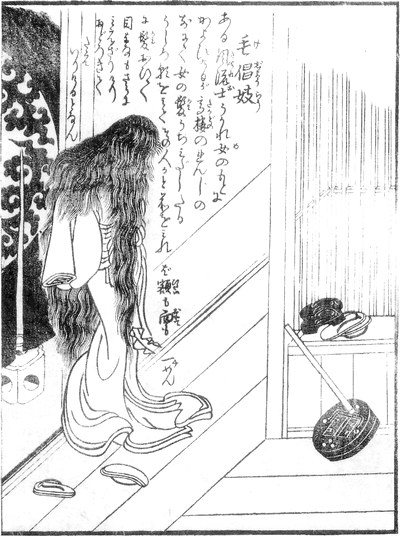
Kejōrō (毛倡妓?)
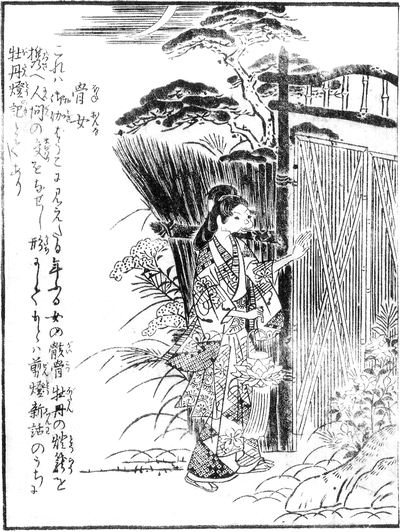
Hone-onna (骨女?)

### Terzo volume
Il terzo volume (明) contiene le seguenti creature:

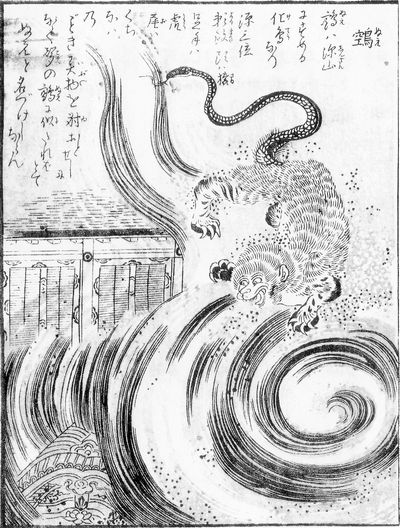
Nue (鵺?)
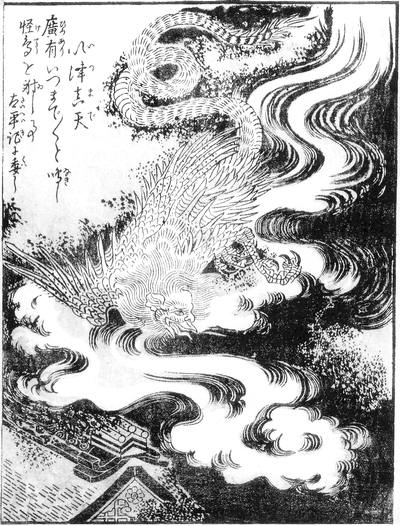
Itsumade (以津真天?)
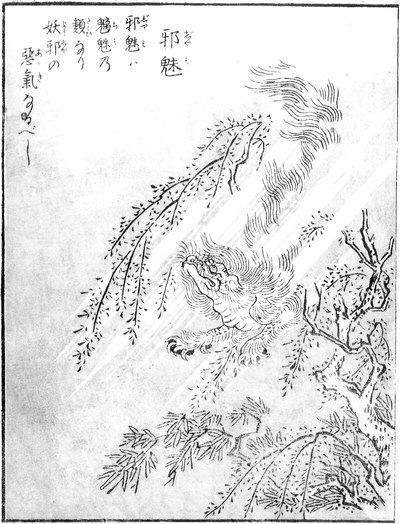
Jami (邪魅?)
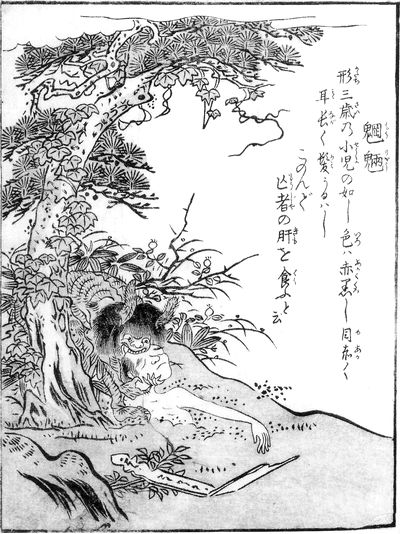
Mōryō (魍魎?)
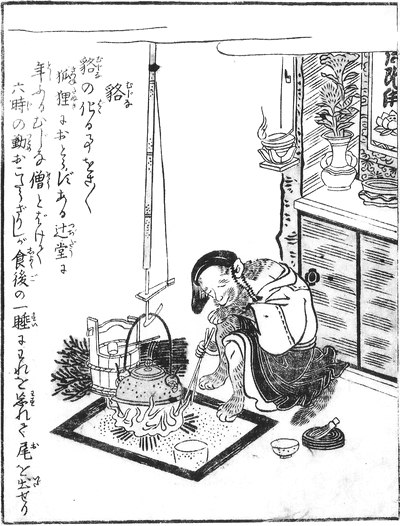
Mujina (貉?)
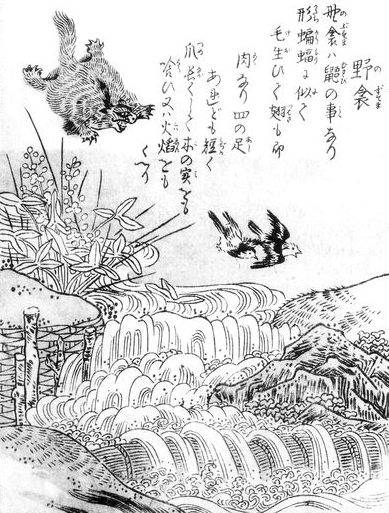
Nobusuma (野衾?)
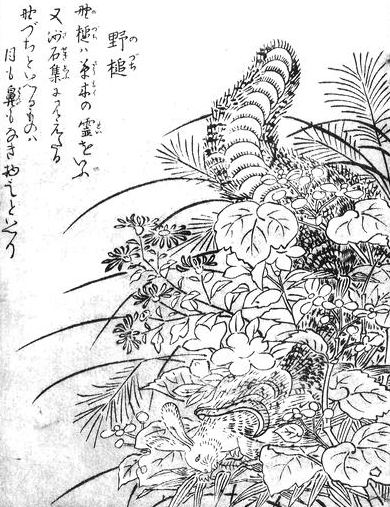
Nozuchi (野槌?)
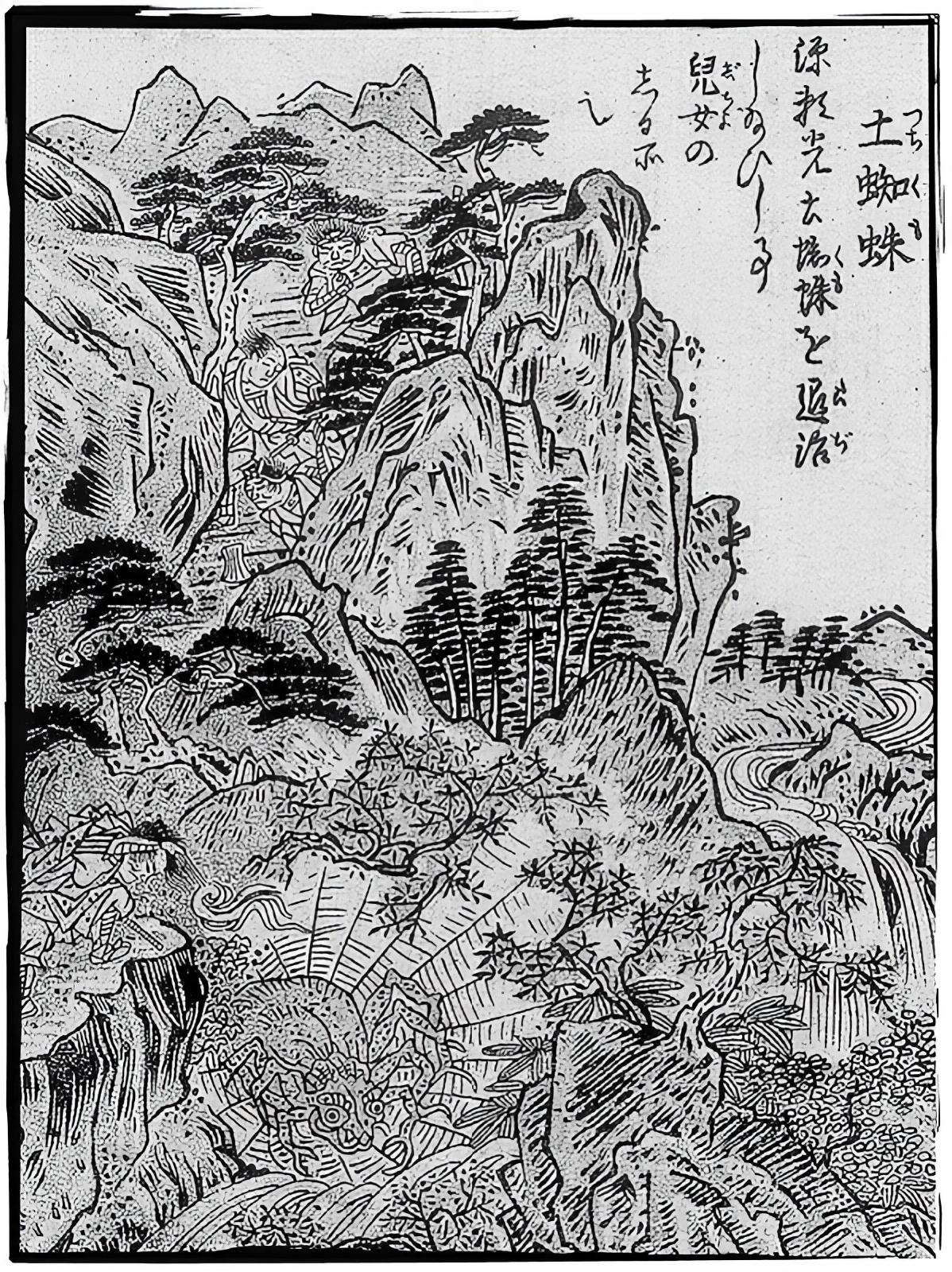
Tsuchigumo (土蜘蛛?)
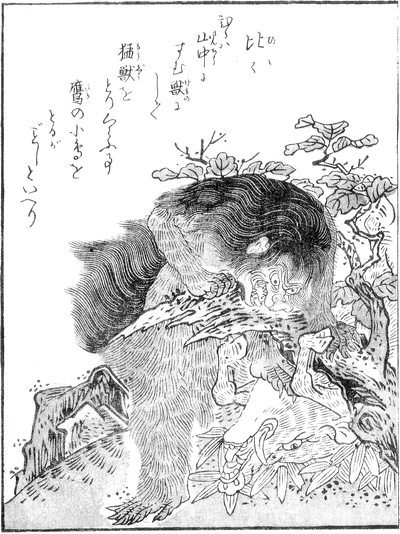
Hihi (比々?)
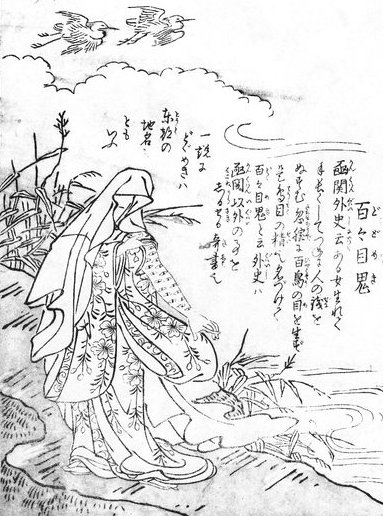
Dodomeki (百々目鬼?)
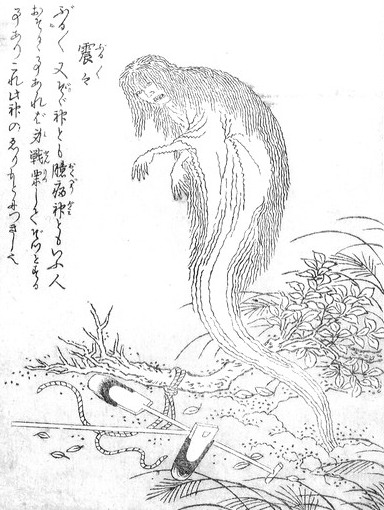
Buruburu (震々?)
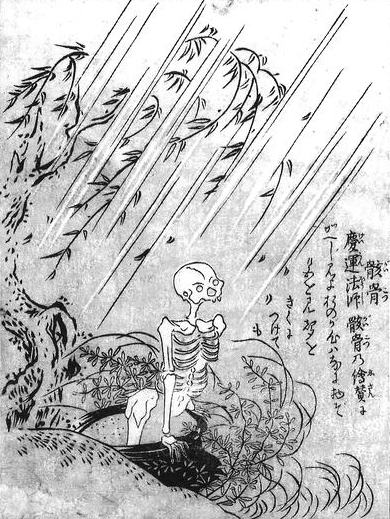
Gaikotsu (骸骨?)
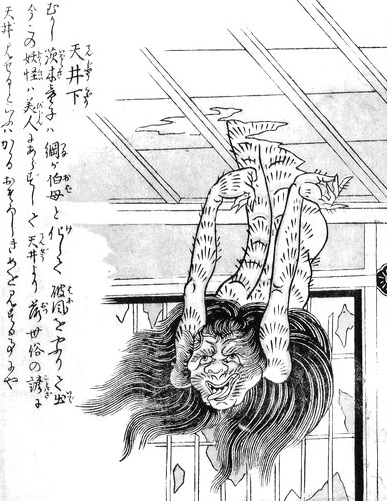
Tenjōkudari (天井下?)
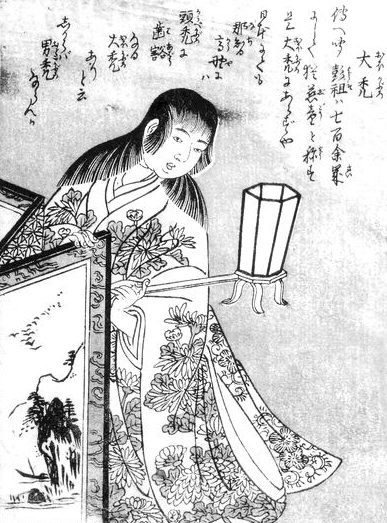
Ōkaburo (大禿?)
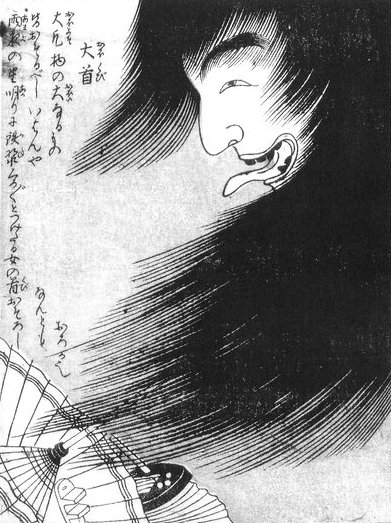
Ōkubi (大首?)
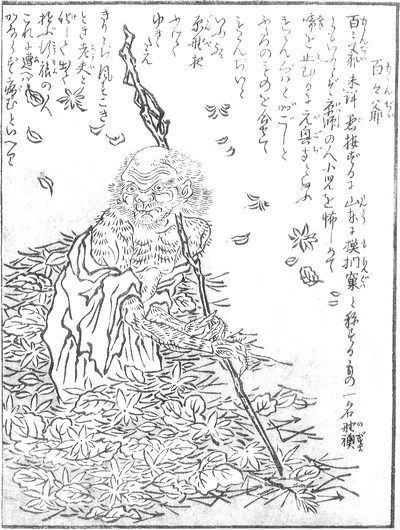
Momonjī (百々爺?)
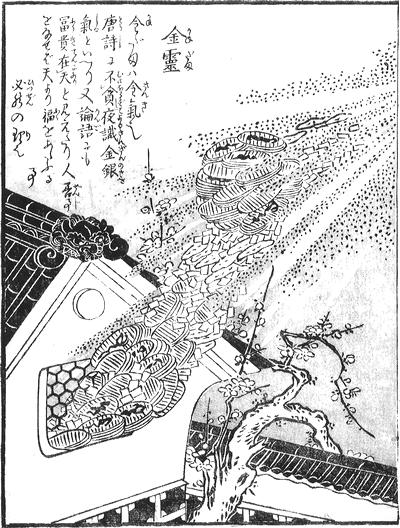
Kanedama (金霊?)
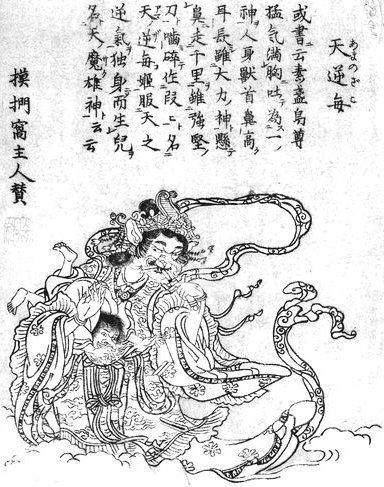
Amanozako (天逆毎?)
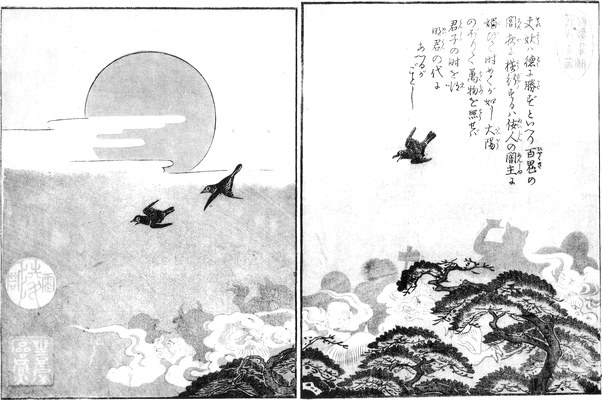
Hinode (日の出?)